# حمدان بن حمدون التغلبي
حمدان بن حمدون بن حارث التغلبي (fl. 868–895) كان زعيم قبيلة تغلب في الجزيرة الفراتية، وبطريرك السلالة الحمدانية الذي قاوم، بجانب مشايخ العرب الآخرين في المنطقة، محاولات إعادة فرض السيطرة العباسية على الجزيرة في الثمانينات الهجرية، وانضم إلى تمرد الخوارج. لقد هُزِم أخيرًا وأسره الخليفة المعتضد في عام 895، لكن تم إطلاق سراحه لاحقًا كمكافأة على خدمات متميزة من ابنه الحسين إلى الخليفة.

## الحياة

شجرة عائلة السلالة الحمدانية

تنتمي عائلته إلى قبيلة بني تغلب، التي تأسست في الجزيرة الفراتية منذ ما قبل الفتوحات الإسلامية. كانت القبيلة قوية بشكل خاص في منطقة الموصل، وقد سيطرت على المنطقة خلال الفوضى التي استمرت لعقد من الزمن (861-870)، عندما استفاد قادة تغلب من انهيار سلطة الحكومة العباسية المركزية لتأكيد استقلاليتهم. ظهر حمدان نفسه لأول مرة في عام 868، حيث قاتل إلى جانب التغلبيين الآخرين ضد تمرد الخوارج في الجزيرة.
في عام 879، استبدلت الحكومة العباسية، في محاولة لاستعادة سيطرتها، خلافة مشايخ تغلب كحكام للموصل بقائد تركي هو إسحاق بن قنداجق. دفع هذا إلى انشقاق زعماء تغلب، بمن فيهم حمدان بن حمدون، إلى المتمردين الخوارج. أصبح حمدان قائدًا بارزًا في التمرد؛ ومن ثم فقد تم ذكره - مع الخوارج الخارق لـ«الشاري» - بين زعماء الخوارج والقبائل العربية في النصر الكبير الذي حققه ابن قنداجق في أبريل 881، عندما تم هُزم جيش المتمردين وتمت مطاردتهم إلى نصيبين وديار بكر.

خريطة الجزيرة الفراتية (بلاد الرافدين العليا)

في عام 892، تولى الخليفة الجديد، المعتضد، العرش، عازمًا على استعادة السيطرة العباسية على الجزيرة. لقد تمكن عقب سلسلة من الحملات من إخضاع معظم الحكام المحليين، لكن حمدان قاوم مقاومة شديدة. لقد سيطر على حصون ماردين وArdamusht (قرب جزيرة ابن عمر الحديثة)، وتحالف مع القبائل الكردية شمال جبال سهل الجزيرة، وقد صمد حتى 895. وفي تلك السنة، سيطر الخليفة في البداية على ماردين ثم Ardamusht، التي تنازل عنها الحسين ابن حمدان. فر حمدان أمام جيش الخليفة، ولكن بعد «مطاردة ملحمية» (هـ. كينيدي)، استسلم أخيرًا وسلم نفسه في الموصل وأُلقي به في السجن. 
وكما علق هـ. كينيدي، «ربما يبدو هذا الاستسلام نهاية ثروات العائلة كما كان بالنسبة للزعماء المحليين الآخرين في المنطقة»، لكن الحسين ابن حمدان، تمكن من الحفاظ على ثروات العائلة. لقد دخل الحسين خدمة الخليفة وكان له دور أساسي في إنهاء تمرد الخوارج والقبض على قائده هارون الشاري. تمت مكافأته من قبل المعتضد بعفو عن والده والحق في تربية وقيادة فيلقه الخاص من الأحصنة التغلبية، والتي قادها في عدة حملات على مدى السنوات القليلة المقبلة، ليصبح واحدًا، من أبرز قادة الخلافة. مكّنه نفوذه من أن يصبح، في وصف كينيدي، «الوسيط بين الحكومة والعرب والأكراد في الجزيرة»، مما عزز هيمنة الأسرة في المنطقة ووضع الأساس لصعود السلالة الحمدانية إلى السلطة تحت حكمه حفيديه، ناصر الدولة وسيف الدولة.